# 3 mai 1967
Le mercredi 3 mai 1967 est le 123e jour de l'année 1967.

## Naissances
- André Olbrich, musicien allemand
- Anja Lukaseder, chanteuse, directrice musical et femme d'affaires allemande
- Artis Kampars, homme politique letton
- Catherine Marchal, actrice française
- Claude Rioust, footballeur français
- Daniel Anderson, joueur de rugby
- Hélène Angel, réalisatrice française
- Juan Carlos Chirinos, écrivain vénézuélien
- Mika Kortelainen, joueur finlandais de hockey sur glace
- Salim Nourallah, musicien américain
- Stéphane Rouveyrolles, raseteur français
- Tiffany Tavernier, assistante de mise en scène, scénariste et actrice, romancière
- Toney Mack, joueur américain de basket-ball

## Décès
- Ernst Wollweber (né le 29 octobre 1898), politicien allemand
- Frederick Nebel (né le 3 novembre 1903), écrivain américain
- Nina Mae McKinney (née le 12 juin 1912), actrice américaine

## Événements
- Draft NBA 1967
- Début des quatre Jours de Dunkerque 1967